# Agenda oculta (película)
Agenda oculta (su título original en inglés es Hidden Agenda) es una película dirigida por el cineasta británico Ken Loach en 1990 con guion de Jim Allen. Loach es reconocido por sus películas de intriga política y por ser un exponente del Realismo Social Británico. En 1990 la cinta ganó el Premio especial del jurado en el Festival de Cannes.
La película está protagonizada por Frances McDormand, Brian Cox, Brad Dourif, Maurice Roëves, Ian McElhinney, Mai Zetterling y Michelle Fairley.

## Sinopsis
Es una cinta ambientada en Irlanda del Norte a comienzos de los años ochenta. La trama sigue a la investigación de un asesinato en Irlanda del Norte por parte de las fuerzas de seguridad británicas, en medio del conflicto subyacente entre católicos y protestantes y la política de represión del gobierno británico y las acciones armadas de ajusticiamiento de los revolucionarios del  IRA. 
La película comienza con una cita de la primera ministra británica Margaret Thatcher, insistiendo en que Irlanda del Norte es parte de Reino Unido. Termina con una de un exagente de inteligencia británico, que afirma: "Hay dos leyes que rigen este país: una para las fuerzas de seguridad y la otra para el resto de nosotros".  En Irlanda del Norte, se lleva a cabo la marcha de la Orden de Orange todos los días 12 de julio, y se entrega una cinta de audio a Paul Sullivan (Dourif), un abogado y activista estadounidense de derechos humanos. Cuando Sullivan se reúne con la persona que hizo la cinta, es asesinado por un escuadrón de la muerte. Los pistoleros recuperan la cinta del cuerpo de Sullivan. Posteriormente queda claro que los asesinos son de los servicios de seguridad británicos.
El investigador de la policía británica Peter Kerrigan (Brian Cox), con la ayuda de la asistente de Sullivan, Ingrid Jessner (Frances McDormand), investiga la muerte. La investigación los lleva al capitán Harris, un ex oficial de inteligencia del ejército ahora en la clandestinidad, quien creó la cinta. Revela que se trataba de una grabación de altos mandos militares y políticos del Partido Conservador discutiendo cómo subvirtieron la democracia para facilitar el ascenso al poder de Margaret Thatcher.
Harris le da una copia de la cinta a Jessner, después de lo cual las fuerzas de seguridad británicas matan a Harris y culpan de su muerte al IRA. Kerrigan es chantajeada para que guarde silencio. Jessner tiene la cinta, pero sin Harris para autentificarla, la grabación se descarta como una falsificación.

## Reparto
- Frances McDormand como Ingrid Jessner;
- Brian Cox como Peter Kerrigan;
- Brad Dourif como Paul Sullivan;
- Maurice Roëves como el capitán Harris;
- Ian McElhinney como Jack Cunningham;
- Mai Zetterling como Moa;
- Michelle Fairley como Teresa Doyle.

## Banda sonora
- Joe McDonnell - Escrita por Brian Warfield - Re-arreglada por Ron Kavana - Interpretada por Ron Kavana y Terry Woods
- Young Ned of the Hill - Escrita e interpretada por Ron Kavana y Terry Woods

## Recepción

### Respuesta crítica
Agenda Oculta fue elogiada por su honestidad y complejidad, así como por su resonancia.  Fue criticado por retratar los Troubles como un complemento de la política británica en lugar de la irlandesa.  Roger Ebert le dio a la película 3 estrellas de 4, describiéndola como "lacerante" y un "thriller superior", aunque señaló que "para los estadounidenses, funciona más como un thriller que como polémica política".  Rotten Tomatoes recopiló retrospectivamente 20 reseñas, acumulando un índice de aprobación del 85%, con una calificación promedio de 6.9/10.

### Premios
Agenda oculta ganó el Premio del Jurado en el Festival de Cannes de 1990 y fue nominada a Mejor Película Europea en los Premios Goya. En la conferencia de prensa del Festival, el ultraderechista fascista y unionista norirlandés Alexander Walker denunció públicamente la película como supuesta "propaganda del IRA".